# Herodes Arquelau
Herodes Arquelau (23 a.C. – 18 d.C.) foi um príncipe que governou a Judeia por pouco tempo. Ele foi filho e sucessor de Herodes. O menos estimado dos filhos de Herodes, foi cruel e despótico. As queixas dos judeus contra ele finalmente o levaram ao exílio.

## Arquelau segundo Josefo
Segundo o historiador judeu Flávio Josefo, Arquelau foi rei da Judeia, Idumeia e Samaria durante dez anos, desde a confirmação do testamento de Herodes Magno pelo imperador Augusto (4 d.C.) até “trinta e sete anos depois da batalha de Áccio” (6 d.C.).

## Arquelau na Bíblia
Na bíblia é citado apenas uma vez, em Mateus 2, após a morte de seu pai, Herodes, o Grande:
| “ | «Mas tendo morrido Herodes, eis que um anjo do Senhor apareceu em sonho a José no Egito, dizendo: Levanta-te, toma o menino e sua mãe e vai para a terra de Israel; porque já morreram os que procuravam a morte do menino. Então ele se levantou, tomou o menino e sua mãe e foi para a terra de Israel. Ouvindo, porém, que Arquelau reinava na Judeia em lugar de seu pai Herodes, temeu ir para lá; mas avisado em sonho por divina revelação, retirou-se para as regiões da Galileia, e foi habitar numa cidade chamada Nazaré; para que se cumprisse o que fora dito pelos profetas: Ele será chamado nazareno.» (Mateus 2:19–23) | ” |

## Biografia
Herodes teve três filhos com Malthace, uma samaritana: Herodes Antipas, Arquelau e Olímpia, que se casou com um primo, filho de José, irmão de Herodes. Herodes teve, no total, nove esposas, e teve filhos com sete delas.
Quando Herodes morreu, de acordo com o Testamento de Herodes, Filipe recebeu a Traconítida e regiões vizinhas, Herodes Antipas seria tetrarca da Galileia e Arquelau se tornaria rei.
Após reinar por nove anos, ele foi banido por César, e exilado para Viena, na Gália.
Glafira, filha de Arquelau, rei da Capadócia, e que era viúva de Alexandre, filho de Herodes, e de Juba II, rei da Líbia, casou-se com Herodes Arquelau. Glafira estava vivendo como viúva com seu pai, na Capadócia, mas Herodes Arquelau a viu, e se apaixonou por ela, se divorciando de sua esposa Mariamne para se casar com ela. Glafira teve um sonho, em que Alexandre aparecia, e dizia que o casamento com o rei da Líbia deveria ter sido suficiente para ela, mas ela havia retornado para a sua família, e casado com um irmão seu, e que ele não perdoaria, e a teria para si, ela querendo ou não. Glafira morreu dois dias depois deste sonho.
A parte da Judeia que era de Arquelau tornou-se uma província romana, sendo governada por Copônio, como procurador.